# Де ла Крус, Майки
Майки Хордан де ла Крус Борха (исп. Maiky Jordan de la Cruz Borja; род. 13 августа 2004, Куэнка) — эквадорский футболист, защитник клуба «Реймс». Выступает на правах аренды в клубе «Унион Титус-Петанж».
Майки племянник известного эквадорского футболиста Улисеса де ла Круса.

## Клубная карьера
Де ла Крус — воспитанник клубов «Депортиво Куэнка» и ЛДУ Кито. 16 августа 2021 года в матче против «Депортиво Куэнка» он дебютировал в эквадорской Примере в составе последнего. Летом 2022 году де ла Крус перешёл во французский «Реймс», где начал выступать за дублирующий состав. 
В сентябре 2023 года футболист на правах арендного соглашения присоединился к люксембургскому клубу «Унион Титус-Петанж».

## Международная карьера
В 2023 году в составе молодёжной сборной Эквадора де ла Крус принял участие в молодёжном чемпионате мира в Аргентине. На турнире он сыграл в матчах против команд США, Словакии, Фиджи и Южной Кореи.